# مركز تسوق كوالالمبور

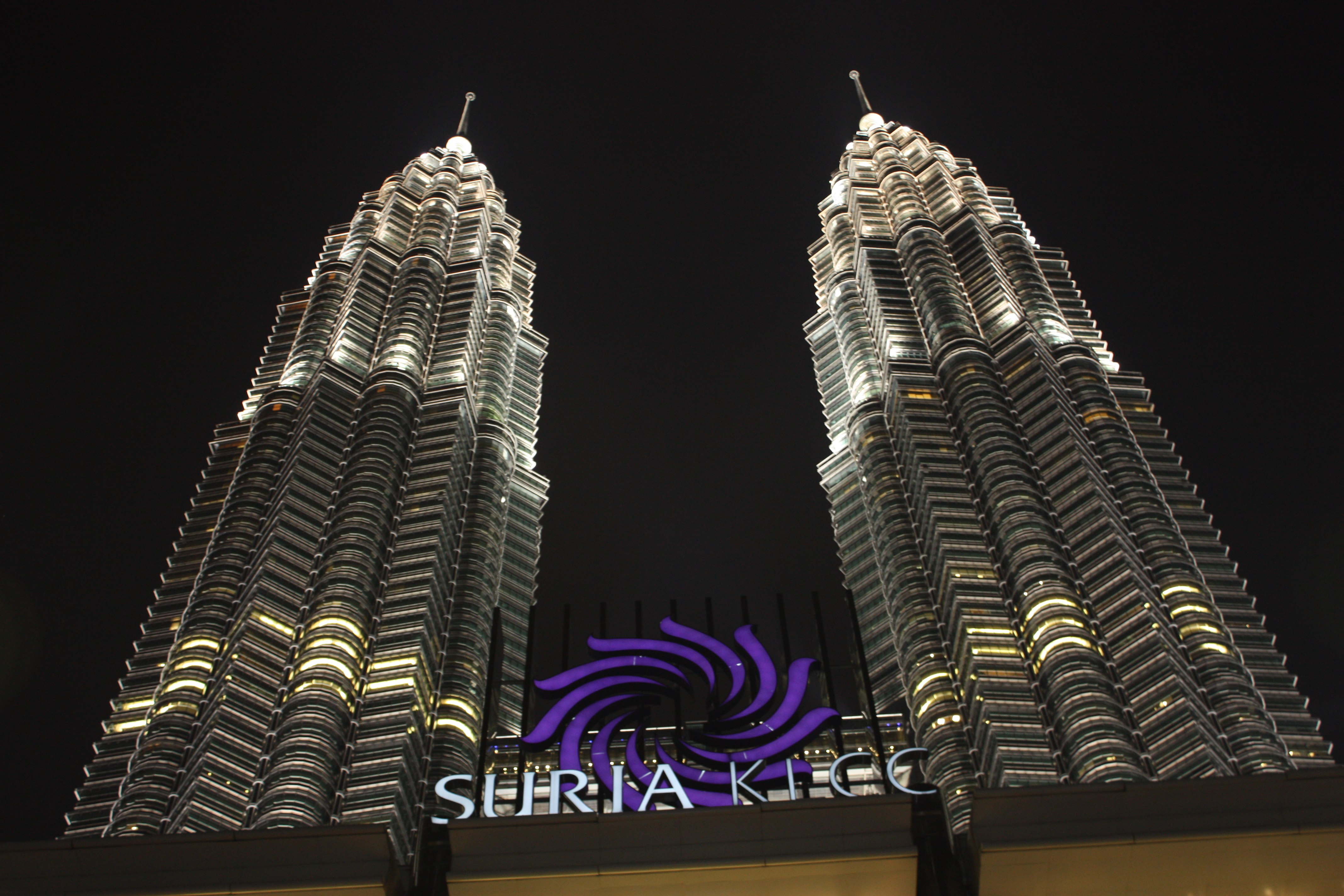
البوابة الباحة الخلفية لمركز تسوق كوالالمبور حيث تقع المساحات الخضراء، والنافورات المائية.

مركز تسوق كوالالمبور (بالإنجليزية: Kuala Lumpur City Center)‏ واختصارًا (بالإنجليزية: KLCC)‏ هو أكبر مراكز التسوق في ماليزيا ويقع بين برجي بتروناس. يقصد مركز تسوق كوالالمبور كثير من السياح، حيث يقع في قلب كوالالمبور، كما أن موقعه بين برجي بتروناس جعله قبلة الكثيرين من السياح، كما توجد به العديد من المنتجات العالمية. تقع فيه محطة قطار KLCC، والتي تسهل كثيرًا الوصول إليه.